# フィラデルフィア・ホワイトストッキングス
フィラデルフィア・ホワイトストッキングス（Philadelphia White Stockings）は、1873年から1875年にかけて、ペンシルベニア州フィラデルフィアを本拠地とし、ナショナル・アソシエーションに所属していたプロ野球チーム。他の愛称は"Whites"（ホワイツ）。

## 球団史
1873年にナショナル・アソシエーションの球団拡張（脱退した球団の補充として）に伴いリーグに加盟した。フィラデルフィアには当初からフィラデルフィア・アスレチックス（現在のオークランド・アスレチックスとは別）が参加しており、チームはアスレチックスと同じ球場を本拠地にしていた。チームが最も成功したのは1年目のことで、投手のジョージ・ゼットレインが36勝15敗の活躍をし、野手ではリーヴァイ・メイエールが打率.349、59打点でチームを引っ張り、ボストン・レッドストッキングス（現：アトランタ・ブレーブス）についでリーグ2位の成績を収めた。翌1874年、2年ぶりに活動を再開したシカゴ・ホワイトストッキングス（現：シカゴ・カブス）にゼットレインとメイエールが移籍、フィラデルフィアはナット・ヒックスとキャンディ・カミングスを迎え入れたが、チーム編成は上手くいかず5割の成績にとどまり、チームは再びゼットレインとメイエールを呼び戻すことになる。1875年は勝ち越したが、この年を最後にナショナル・アソシエーションが消滅、共にチームも解散した。

## 戦績
| 年度   | リーグ | 試合 | 勝利 | 敗戦 | 勝率 | 順位 | 監督                                | 本拠地                   |
| ------ | ------ | ---- | ---- | ---- | ---- | ---- | ----------------------------------- | ------------------------ |
| 1873年 | NA     | 53   | 36   | 17   | .679 | 2位  | ファーギー・マローン ジミー・ウッド | Jefferson Street Grounds |
| 1874年 | NA     | 58   | 29   | 29   | .500 | 4位  | ビル・クレイバー                    | Jefferson Street Grounds |
| 1875年 | NA     | 70   | 37   | 31   | .544 | 5位  | マイク・マクギアリー ボブ・アディ   | Jefferson Street Grounds |

## 所属した主な選手
- チック・フルマー：175試合に出場、チーム最多得点者。
- リーヴァイ・メイエール：1871年、1874年にリーグ最高打率を記録。長距離打者でもあった。
- ジョージ・ゼットレイン：1873年に36勝を挙げた。
- キャンディ・カミングス：1874年に在籍。フィラデルフィアでは28勝26敗

## 主な球団記録
- 通算安打数：203（チック・フルマー）
- 通算打点数：113（リーヴァイ・メイエール）
- 通算勝利数：48（ジョージ・ゼットレイン）
- 通算奪三振：61（キャンディ・カミングス）